# Humeanismus
Humeanismus ist eine Sammelbezeichnung für philosophische Positionen in den Bereichen Erkenntnistheorie, Metaethik und Philosophie des Geistes, die von David Hume vertreten wurden oder direkt auf ihn zurückgehen. Der Begriff wird vor allem in der englischsprachigen akademischen Philosophie verwendet (englisch Humeanism). In deutschen Texten ist vergleichsweise selten von Humeanismus oder Humeanern (Anhängern Humes) die Rede.
Viele dieser Positionen waren ursprünglich durch Humes empirische Sichtweise motiviert. Sie betont die Notwendigkeit, die eigenen Theorien in der Erfahrung zu begründen, und wirft den gegnerischen Theorien vor, dies nicht zu tun. Aber viele Philosophen innerhalb der humeanischen Tradition sind über diese methodologischen Beschränkungen hinausgegangen und haben aus Humes Ideen verschiedene metaphysische Schlussfolgerungen gezogen.

## Kausalität und Notwendigkeit
In der Wissenschaftsphilosophie ist Hume für seine Entwicklung der Regularitätstheorie der Kausalität von Bedeutung. Sie besagt in ihrer stärksten Ausprägung, dass  Kausalität nichts anderes als eine konstante Verbindung bestimmter Arten von Ereignissen sei, ohne dass irgendwelche zugrunde liegenden Kräfte für diese Regelmäßigkeit der Verbindung verantwortlich sind. Dies steht in engem Zusammenhang mit seiner metaphysischen These, dass es keine notwendigen Verbindungen zwischen unterschiedlichen Entitäten gibt.
Unter Kausalität wird oft eine Beziehung zwischen zwei Ereignissen verstanden, bei der das frühere Ereignis dafür verantwortlich ist, das spätere Ereignis hervorzurufen. Laut Hume sind kausale Beziehungen kontingente Tatsachen, die auch nicht bestehen könnten, und keine notwendigen Beziehungen zwischen Ideen. Für Humes empiristische Sichtweise bedeutet dies, dass kausale Zusammenhänge mithilfe der sinnlichen Erfahrung zu untersuchen sind. Das Problem dabei ist, dass die kausale Beziehung selbst niemals auf diese Weise gegeben ist. Durch visuelle Wahrnehmung können wir zum Beispiel wissen, dass ein Stein zuerst in Richtung eines Fensters geworfen wurde und dass das Fenster anschließend zerbrach. Aber wir sehen nicht direkt, dass das Werfen das Zerbrechen verursacht hat. Dies führt zu Humes skeptischer Schlussfolgerung, dass wir streng genommen nicht wissen, dass ein kausaler Zusammenhang beteiligt war. Stattdessen nehmen wir es einfach an, basierend auf früheren Erfahrungen, die sehr ähnliche Ereignisketten zum Inhalt hatten. Daraus ergibt sich die Gewohnheit, das spätere Ereignis zu erwarten, wenn man den Eindruck des früheren hat. Auf der metaphysischen Ebene wird diese Schlussfolgerung oft als die These interpretiert, dass Kausalität nichts anderes ist als die ständige Verbindung bestimmter Arten von Ereignissen. Dies wird manchmal als „einfache Regularitätstheorie der Kausalität“ bezeichnet.
Eine eng verwandte metaphysische These ist als Humes Diktum bekannt: „Es gibt kein Objekt, das die Existenz eines anderen impliziert, wenn wir diese Objekte an sich betrachten“. Jessica Wilson liefert die folgende zeitgenössische Formulierung: „Es gibt keine metaphysisch notwendigen Verbindungen zwischen gänzlich unterschiedlichen, intrinsisch typisierten Entitäten“.  Humes Intuition, die diese These motiviert, besagt, dass die Erfahrung uns zwar bestimmte Ideen verschiedener Objekte präsentiert, uns aber genauso gut sehr unterschiedliche Ideen hätte präsentieren können. Wenn man also einen Vogel auf einem Baum wahrnimmt, so hätte man genauso gut einen Vogel ohne einen Baum oder einen Baum ohne einen Vogel wahrnehmen können. Das liegt daran, dass ihr Wesen nicht voneinander abhängt. Anhänger und Interpreten von Hume haben Humes Diktum manchmal als metaphysische Grundlage von Humes Kausalitätstheorie verwendet. Nach dieser Auffassung kann es keine kausale Beziehung in einem robusten Sinne geben, da dies bedeuten würde, dass ein Ereignis ein anderes Ereignis notwendig macht. Diese Möglichkeit wird aber von Humes Diktum verneint.
Humes Diktum wird in verschiedenen Argumenten der zeitgenössischen Metaphysik verwendet. Es kann zum Beispiel als Argument gegen die Ansicht verwendet werden, dass die Naturgesetze notwendig, d. h. in allen möglichen Welten gleich seien. Um zu sehen, wie dies funktionieren könnte, kann man den Fall betrachten, in dem Salz in eine Tasse mit Wasser geworfen wird und sich anschließend auflöst. Dies kann als eine Folge von zwei Ereignissen beschrieben werden: ein Wurfereignis und ein Auflösungsereignis. Die Befürworter des Necessitarianismus gehen davon aus, dass alle möglichen Welten mit dem Wurfereignis auch ein nachfolgendes Auflösungsereignis enthalten. Da es sich bei den beiden Ereignissen aber um unterschiedliche Entitäten handelt, ist es nach Humes Diktum möglich, das eine Ereignis ohne das andere zu haben. David Lewis folgt diesem Gedankengang bei der Formulierung seines Rekombinationsprinzips: „Alles kann mit allem anderen koexistieren, zumindest solang sie unterschiedliche raum-zeitliche Positionen einnehmen. Ebenso ist es auch möglich, dass jede beliebige Sache mit einer anderen beliebigen Sache nicht koexistiert“. In Verbindung mit der Annahme, dass die Realität auf der grundlegendsten Ebene aus nichts anderem als einer raum-zeitlichen Verteilung lokaler natürlicher Eigenschaften besteht, wird diese These als „Humesche Supervenienz“ bezeichnet. Sie besagt, dass Naturgesetze und kausale Beziehungen über dieser Verteilung supervenieren. Eine noch breitere Anwendung besteht darin, Humes Diktum als Axiom der Modalität zu verwenden, um zu bestimmen, welche Aussagen oder Welten auf der Grundlage des Begriffs der Rekombination möglich sind.
Nicht alle Interpreten sind sich einig, dass die reduktive metaphysische Sichtweise der Kausalität der humeanischen Tradition, die in den letzten Absätzen vorgestellt wird, tatsächlich Humes eigene Position widerspiegelt. Einige argumentieren gegen den metaphysischen Aspekt, dass Humes Ansicht zur Kausalität im Bereich der Erkenntnistheorie als skeptische Position gegenüber der Möglichkeit des Wissens über kausale Zusammenhänge verbleibt. Andere, die manchmal als „New Hume-Tradition“ bezeichnet werden, lehnen den reduktiven Aspekt ab, indem sie behaupten, dass Hume trotz seiner skeptischen Einstellung ein robuster Realist in Bezug auf Kausalität war.

## Handlungstheorie
Hume wandte sich gegen Handlungstheorien, die der Vernunft eine führende Rolle beim Handeln zuschreiben. Vernunft allein sei gar nicht fähig, Handlungen auszulösen, dafür brauche es eine emotionale Komponente. Humeanische Handlungstheorien folgen dem Diktum Humes, die Vernunft sei „die Sklavin der Leidenschaften“.
Heutige auf Hume aufbauende Handlungstheorien erklären Handlungen als Ergebnis eines Zusammenspiels zwischen beliefs (Vorstellungen, Einstellungen, Überzeugungen) und desires (Wünsche, Bedürfnisse), wobei die desires das dynamische Element sind. Da die antreibenden desires unabhängig von der Vernunft bestehen, wäre eine Handlung nur insoweit „vernünftig“, als sie den Zweck erfüllt, die desires zu befriedigen. Donald Davidson gilt als wichtiger Vertreter dieses Modells der Handlungstheorie. Er erklärte beispielsweise das Betätigen eines Lichtschalters mit der Überzeugung des Handelnden, dass diese Handlung das Licht einschalten wird, im Zusammenspiel mit dem auslösenden Wunsch, Licht zu haben.

## Praktische Vernunft
Laut Hume wird das Handeln durch desires (Wünsche, Bedürfnisse) gesteuert. Das Ziel des Handelns, also was erreicht werden soll, wird durch die desires festgelegt. Hume sieht die Aufgabe der Vernunft nur darin, die geeigneten Mittel zur Verwirklichung der bereits vorgegebenen Ziele zu finden. Hume drückte dies in der zuspitzenden Formulierung aus, die Vernunft sei „die Sklavin der Leidenschaften“.
Auch im zeitgenössischen Humeanismus wird die Behauptung vertreten, dass Wünsche die anfänglichen Gründe des Handelns sind und dass vernünftiges Handeln einfach darin besteht, den Wünschen zu folgen. Diese These hat sich als äußerst umstritten erwiesen. Einige haben argumentiert, dass Wünsche überhaupt keine Gründe liefern, oder nur in besonderen Fällen. Diese Position wird oft mit einer externalistischen Sichtweise der Rationalität kombiniert: dass Gründe nicht auf die psychologischen Zustände des Handelnden zurückgehen, sondern auf objektive Tatsachen der Welt, zum Beispiel darauf, was objektiv am besten wäre. Dies spiegelt sich beispielsweise in der Ansicht wider, dass manche Wünsche schlecht oder irrational sind und aus diesem Grund kritisiert werden können. Nach dieser Auffassung können psychische Zustände, wie Begierden, motivationale Gründe sein, die den Handelnden bewegen, aber keine normativen Gründe, die bestimmen, was getan werden soll. Andere räumen ein, dass Wünsche Gründe im relevanten Sinne liefern, bestreiten aber, dass diese Rolle nur von Wünschen gespielt wird. Es kann also auch andere psychologische Zustände oder Prozesse geben, wie bewertende Überzeugungen oder Überlegungen, die ebenfalls bestimmen, was wir tun sollten. Dies kann mit der These kombiniert werden, dass die praktische Vernunft etwas darüber zu sagen hat, welchen Zielen wir folgen sollten, indem sie entweder auf diese anderen Zustände oder auf Wünsche direkt einwirkt.
Ein häufiger Streit zwischen Humeanern und Anti-Humeanern auf dem Gebiet der praktischen Vernunft betrifft den Status der Moral. Anti-Humeaner behaupten oft, dass jeder einen Grund hat, moralisch zu sein. Dies scheint jedoch mit der Hume'schen Position unvereinbar zu sein, wonach Gründe von Wünschen abhängen und nicht jeder das Bedürfnis hat, moralisch zu sein. Daraus ergibt sich folgende Gefahr: Es kann zu Fällen führen, in denen ein Handelnder seine unmoralischen Handlungen einfach damit rechtfertigt, dass er keine Bedürfnis hatte, moralisch zu sein. Eine Möglichkeit, auf dieses Problem zu reagieren, besteht darin, eine klare Unterscheidung zwischen Rationalität und Moral zu treffen. Wenn es bei der Rationalität darum geht, was nach der eigenen Perspektive des Handelnden getan werden soll, dann kann es durchaus rational sein, unmoralisch zu handeln, wenn der Handelnde keine moralischen Bedürfnisse hat. Solche Handlungen sind dann zwar rational gerechtfertigt, aber dennoch unmoralisch. Aber es ist umstritten, ob es wirklich eine solche Kluft zwischen Rationalität und Moral gibt.

## Metaethik
Hume beeinflusst bis heute Debatten zur Metaethik. Dabei wird Hume kontrovers interpretiert. Häufig wird „Humes Gesetz“ diskutiert, laut dem „Sein-Aussagen“ keine „Soll-Aussagen“ implizieren; das heißt, aus einer Tatsachenbeschreibung ergeben sich keine bewertenden Aussagen darüber, was getan werden sollte oder was wertvoll ist.

## Bündeltheorie des Selbst
In der Philosophie des Geistes ist Hume für seine Bündeltheorie des Selbst bekannt. Sie besagt, dass das Selbst als ein Bündel von Wahrnehmungen zu verstehen sei, die allenfalls lose miteinander verbunden sind, indem sie zeitlich aufeinanderfolgen oder einander ähnlich sind oder kausal voneinander abhängen. Unter „Wahrnehmungen“ (perceptions) versteht Hume Eindrücke (impressions), aber auch damit zusammenhängende Gedanken und Vorstellungen (ideas). Er bestreitet die traditionelle Auffassung, die meist mit René Descartes in Verbindung gebracht wird, dass der Geist oder die Seele eine „Substanz“ sei. Er argumentiert gemäß seiner empirischen Sichtweise, die Annahme einer solchen Substanz beruhe nicht auf Erfahrung. Stattdessen zeige die Introspektion nur eine Vielzahl von Wahrnehmungen.
Ein Problem für die Bündeltheorie des Selbst ist, wie man die Einheit des Selbst (oder die Einheit des Bewusstseins) erklären kann. Diese wird gewöhnlich im Sinne einer diachronen Einheit verstanden, d. h. wie der Geist durch die Zeit hindurch fortbesteht. Sie kann aber auch als synchrone Einheit verstanden werden, d. h. als geistig-seelische Einheit zu einem bestimmten Zeitpunkt. Neuere Interpretationen der Bündeltheorie nehmen eine Verbindung der gebündelten Elemente an, die mit Begriffen wie compresence, co-personality oder co-consciousness („Kompräsenz“, „Ko-Persönlichkeit“, „Ko-Bewusstsein“) bezeichnet wird. Unabhängig von Humes Bündeltheorie erklären zahlreiche Autoren die bleibende Identität der Menschen mit einer „psychologischen Kontinuität“.